# Noémie Merlant
Noémie Maëlla Romana Marie Merlant (París, 27 de noviembre de 1988), más conocida como Noémie Merlant, es una actriz, directora y cantante francesa.

## Biografía
Nació en París, pero creció en los suburbios del sur de Nantes en Rezé (Loire-Atlantique), junto a sus padres, ambos agentes inmobiliarios, y su hermana. Comenzó a cantar muy temprano y estudió danza contemporánea y clásica. Tras obtener su bachillerato, regresó a la capital en 2006. Noémie accedió al modelaje profesional y trabajó con las agencias Major (París, Nueva York, Milán), Donna (Tokio) y MD Management (Hamburgo), lo que le permite viajar y mejorar en inglés.
Comenzó su carrera como actriz en 2008 en la película Muerte en el amor dirigida por Boaz Yakin. Ella interpreta a Mathilde en La permission de minuit, de Delphine Gleize. También apareció en cortometrajes como Parigi de Jérôme Boulain y Alia Sborowsky, entre otros. Participó en un videoclip del cantante Stanislas Renoult en 2008.

## Filmografía
| Año  | Película                                  | Rol                     | Notas                   |
| ---- | ----------------------------------------- | ----------------------- | ----------------------- |
| 2023 | Lee                                       | Nusch Eluard            |                         |
| 2023 | Un año difícil                            | Cactus                  |                         |
| 2023 | Les âmes soeurs                           | Jeanne Fabret           |                         |
| 2022 | Baby Ruth                                 | Jo                      |                         |
| 2022 | Tár                                       | Francesca Lentini       |                         |
| 2021 | París, Distrito 13                        | Nora                    |                         |
| 2021 | El inocente                               | Clémence Genièvre       |                         |
| 2021 | Un año, una noche                         | Céline                  |                         |
| 2021 | Mi iubita mon amour                       | Jeanne                  | Cortometraje; dirección |
| 2020 | Jumbo                                     | Jeanne                  |                         |
| 2020 | A good man                                | Benjamin Adler          |                         |
| 2019 | Shakira                                   | Vendedora de cosméticos | Cortometraje; dirección |
| 2019 | Republique: The Interactive               | Nora                    |                         |
| 2019 | Retrato de una mujer en llamas            | Marianne                |                         |
| 2019 | Curiosa                                   | Marie de Régnier        |                         |
| 2018 | Banderas de papel                         | Charlie                 |                         |
| 2018 | Día de las madres                         | Coco                    |                         |
| 2018 | El regreso del héroe                      | Pauline                 |                         |
| 2017 | Buceo                                     | Joven artista           |                         |
| 2017 | Unexpected                                | Agnes                   | Cortometraje            |
| 2017 | Je suis une biche                         |                         | Cortometraje; dirección |
| 2016 | El cielo esperará                         | Sonia Bouzaria          |                         |
| 2016 | A todos los vientos del cielo             | Claire                  |                         |
| 2016 | Dieumerci!                                | Audrey                  |                         |
| 2015 | WEI or DIE                                | Tania                   |                         |
| 2015 | Newcomer                                  | Anja                    |                         |
| 2015 | Una semana en Córcega                     | Linda                   |                         |
| 2014 | Le voyage de monsieur Perrichon           | Henriette               | Película de televisión  |
| 2014 | La profesora de historia                  | Mélanie                 |                         |
| 2014 | Des lendemains qui chantent               | Svetlana                |                         |
| 2014 | La crème de la crème                      | Fille piège             |                         |
| 2013 | L'amour a la clé                          |                         | Cortometraje            |
| 2013 | Le devoir                                 | Agnes                   | Cortometraje            |
| 2013 | Nemesis                                   | Ange                    | Cortometraje            |
| 2013 | Lapsus                                    | Angie                   | Cortometraje            |
| 2013 | Pour le rôle                              |                         | Cortometraje            |
| 2011 | Juste avant l'aube                        | Laura                   | Cortometraje            |
| 2011 | L'orpheline avec en plus un bras en moins | Éléonore                |                         |
| 2011 | La permission de minuit                   | Mathilde                |                         |

### Singles
- "Fate" (2016)[5]